# Nordnorge
Nord-Norge er den nordligste landsdel i Norge og består af de tre fylker Nordland, Troms og Finnmark. 
Arealet, 175.246 km², udgør næsten halvdelen (45,5 %) af Norge. Kun én ud af ti nordmænd (10,1 %) bor i området.
Landsdelen præges af store afstande og meget spredt bosætning. Mens befolkningstætheden i landet som helhed er 14/km², er den kun 2,66/km² i Nord-Norge. 
Navnet "Nord-Norge" skal være blevet foreslået som et strategisk begreb af den norske komponist Ole Olsen i Nordlendingenes Forening (1894). Han var særligt optaget af landsdelens mulighed for kulturel, social og industriel vækst.
Efter 2. verdenskrig har centralisering præget hele Norge. For Nord-Norges vedkommende har denne virket i to retninger. I 1960'erne og 70'erne var der en særlig stor fraflytning, hvor mange flyttede til de mere centrale områder i Syd-Norge. Men samtidig virkede den regionalt i Nord-Norge, hvor de største byer Tromsø, Bodø, Harstad og Narvik mangedoblede deres indbyggertal. Også nyere bysamfund som Finnsnes, Alta og Kirkenes voksede. 
En række af Norges fineste seværdigheder findes i landsdelen: Polarcirklen, midnatsolen, den karakteristiske natur og miljø i Lofoten, Nordkapplateauet, Adolfkanonen i Harstad, Ishavskatedralen i Tromsø, Norsk Luftfartsmuseum, Luftforsvarsmuseet og Saltstraumen i Bodø, helleristningerne i Alta og verdens formentlig nordligste by Hammerfest.
Siden 1939 har fire hurtigruteskibe været opkaldt efter landsdelen – MS (og tidligere DS) «Nordnorge».
Det nordligste punkt af det nordlige Nord-Norge er den nordlige norske by Nordkapp.
69°40′N 19°00′Ø / 69.67°N 19°Ø